# Tauraco
Tauraco és un gènere d'ocells de la família dels musofàgids (Musophagidae).

## Llista d'espècies
El gènere Tauraco va ser introduït el 1779 pel naturalista polonès Jan Krzysztof Kluk. L'espècie tipus es va designar més tard com a Guinea turaco.
Segons la Classificació del Handbook of the birds of the World Alive (2017), aquest gènere està format per 13 espècies:
- turac de Bannerman (Tauraco bannermani).
- turac de Knysna (Tauraco corythaix).
- turac crestavermell (Tauraco erythrolophus).
- turac de Fischer (Tauraco fischeri).
- turac de Hartlaub (Tauraco hartlaubi).
- turac de cresta blanca (Tauraco leucolophus).
- turac d'orelles blanques (Tauraco leucotis).
- turac de Livingstone (Tauraco livingstonii).
- turac becgroc (Tauraco macrorhynchus).
- turac de Guinea (Tauraco persa).
- turac de Ruspoli (Tauraco ruspolii).
- turac de Schalow (Tauraco schalowi).
- turac becnegre (Tauraco schuettii).

A altres classificacions com ara la de IOC World Bird List, 2017, Versió 7.3, apareixen dins Tauraco una de les dues espècies que el HBW Alive inclou al gènere Gallirex (Lesson, 1844), mentre que l'altra és ubicada a Ruwenzorornis:
- turac del Rwenzori (Gallirex johnstoni) o (Ruwenzorornis johnstoni).
- turac de cresta porpra (Gallirex porphyreolophus) o (Tauraco porphyreolophus).